# A Tia I Mua

A Tia I Mua (« debout et en avant » en tahitien) est la deuxième confédération syndicale représentative en Polynésie française. Son siège est à Tahiti, elle compte 2 580 adhérents et est liée à la CFDT par un contrat de coopération. A Tia I Mua est membre de la Confédération syndicale internationale.

## Histoire
A Tia I Mua a été fondé en 1983 à l'initiative de fonctionnaires proches de la CFDT. 
Son premier secrétaire général a été Hiro Tefaarere. En 1995, à la suite de la reprise des essais nucléaires par Jacques Chirac, A Tia I Mua a été associé aux émeutes du 6 septembre et ses principaux dirigeants emprisonnés. Hiro Tefaarere, lui-même en prison, a été contraint de démissionner et Bruno Sandras lui a succédé. Réélu en 1997, il a cédé sa place à Jean-Marie Yan Tu au congrès de décembre 2000.
Lors du congrès de 2010, Jean-Marie Yan Tu (dit Piko) a été réélu secrétaire général.
Le 10e congrès tenu en octobre 2014 en présence de Laurent Berger a élu à ce poste Heifara Parker.
Lors du 11e congrès réuni les 23 et 24 octobre 2018 en présence notamment d'Yvan Ricordeau, secrétaire national chargé des DOM-TOM et de l’international de la Confédération française démocratique du travail, Jean-Marie Yan Tu retrouve ses fonctions, Avaiki Teuiau étant élue première secrétaire générale adjointe,.
Le 12e congrès voit le départ définitif de Yan Tu, devenu membre du Comité économique social et environnemental

## Publication
A Tia I Mua publie un journal bimestriel Te manu afa’i parau (L’Oiseau porte-parole). Depuis 3 ans, il n'y a plus de publication du journal.